# Heves (město)
Heves [heveš] (německy Hewesch) je město v Maďarsku, nacházející se na jihu stejnojmenné župy, těsně u hranic se župou Jász-Nagykun-Szolnok. Od župního města Egeru se nachází asi 36 km jihovýchodně a je správním městem stejnojmenného okresu. V roce 2018 zde žilo 10 275 obyvatel.
Poblíže se nacházejí obce Átány, Boconád, Hevesvezekény, Jászivány, Jászszentandrás, Pély, Tenk a město Jászapáti.

## Název
Název města byl poprvé zmíněno v listině z roku 1203 ve formě „Hewes“. Později se objevován přepsaný jako „Heues“ nebo „Henes“.
Původ jména "Heves" byl v maďarštině vysvětlen různými způsoby historie a lingvistiky. Může pocházet z maďarského osobního jména „Heves“, ale v úvahu lze vzít i název „héves“, tedy místo s horkými prameny, případně teplá půda v okolí dnešního města (srov. etymologii má např. Hévíz).

## Historie

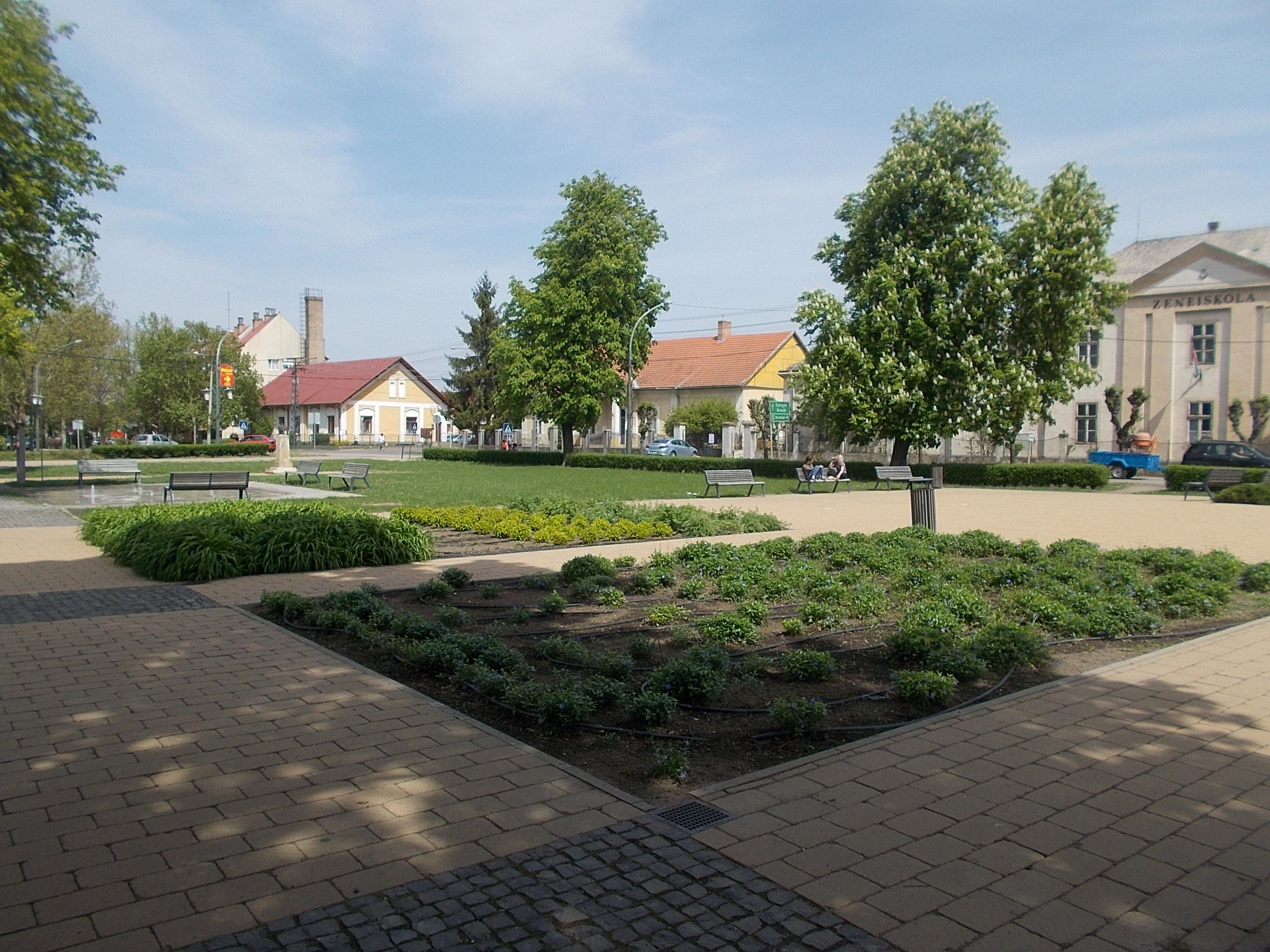
Park v Hevesi.

Nejstarší trvalé osídlení v lokalitě dnešního města pochází z doby před příchodem Římanů. Po příchodu Maďarů do Karpatské kotliny byl Heves poddanským sídlem. Byly nalezeny náhrobky právě z této doby. 
První písemná zmínka o dnešním sídle pochází nicméně až z roku 1203. V té době zde stál již kostel. Na konci 13. století jsou doloženy šlechtické rody, které vlastnily rozsáhlé pozemky v této lokalitě. Město bylo regionálním centrem své župy a scházel se zde i sněm. 
Rozkvět města v 15. století ukončili Turci, kteří pronikali do oblasti Uher od jihu. Město dobyli po pádu Hatvanu v roce 1544 a sloužilo jim jako snadný zdroj potravin. V roce 1685 habsburská armáda město zpět dobyla, nicméně jen na krátko, ještě v letech 1686 až 1688 jej Turci na krátkou dobu drželi. 
Po skončení války byl Heves znovu dosidlován kolonisty z okolí pohoří Bükk a dnešního Slovenska. Přišli i němečtí osadníci. V 18. století tvořili většinu obyvatelstva žoldnéři a několik poddaných a také sedm středních a velkých statkářů. Na mapách prvního vojenského mapování se Heves objevuje jako město s tržním právem s německým názvem Markt Hevess. Tehdejší sídlo mělo kostel a zámek s rozlehlou zahradou. Ze západní strany město obklopoval rozsáhlý les, z východní a jihovýchodní strany potom rozlehlé močály.
V 19. století byl v souvislosti s reformami v zemědělství produkován místní meloun pro celé tehdejší Uhersko. Slibný rozvoj ale zastavila první světová válka a následná nestabilita a ekonomické obtíže.
Druhá světová válka si vyžádala velký počet obětí. Do koncentračních táborů bylo odvlečeno 350 židovských obyvatel.
Po rozdělení půdy v roce 1945 se pozemková struktura značně rozdrobila a Heves ztratil velkou část svého významu spolu se zastaralými výrobními prostředky. V 60. letech 20. století začal proces drobné urbanizace, v jejímž průběhu se pomalu budovaly veřejné stavby. Přebudováno bylo i centrum města, kde se objevily do velké míry také panelové domy, byly však vysoké jen několik málo pater. V roce 1984 získala obec statut města.
V 90. letech 20. století bylo zrušeno místní zemědělské družstvo, velké místní továrny byly z velké části privatizovány. V důsledku toho bylo město silně postiženo nezaměstnaností.

## Obyvatelstvo
Při sčítání v roce 2011 se 91,4 % obyvatel označilo z národnostního hlediska za Maďary, 8,8 % za Romy a 0,2 % za Němce (8,5 % se nepřihlásilo; kvůli dvojí identitě může být celkový počet vyšší než 100 %). Počet obyvatel města klesá, jen za posledních 10 let se snížil o 500 a roku 2021 se snížil pod 10 tisíc obyvatel. 
Zhruba polovina obyvatel se přihlásila k Římskokatolické církvi, menší podíl mají potom místní protestantské církve. 

## Kultura

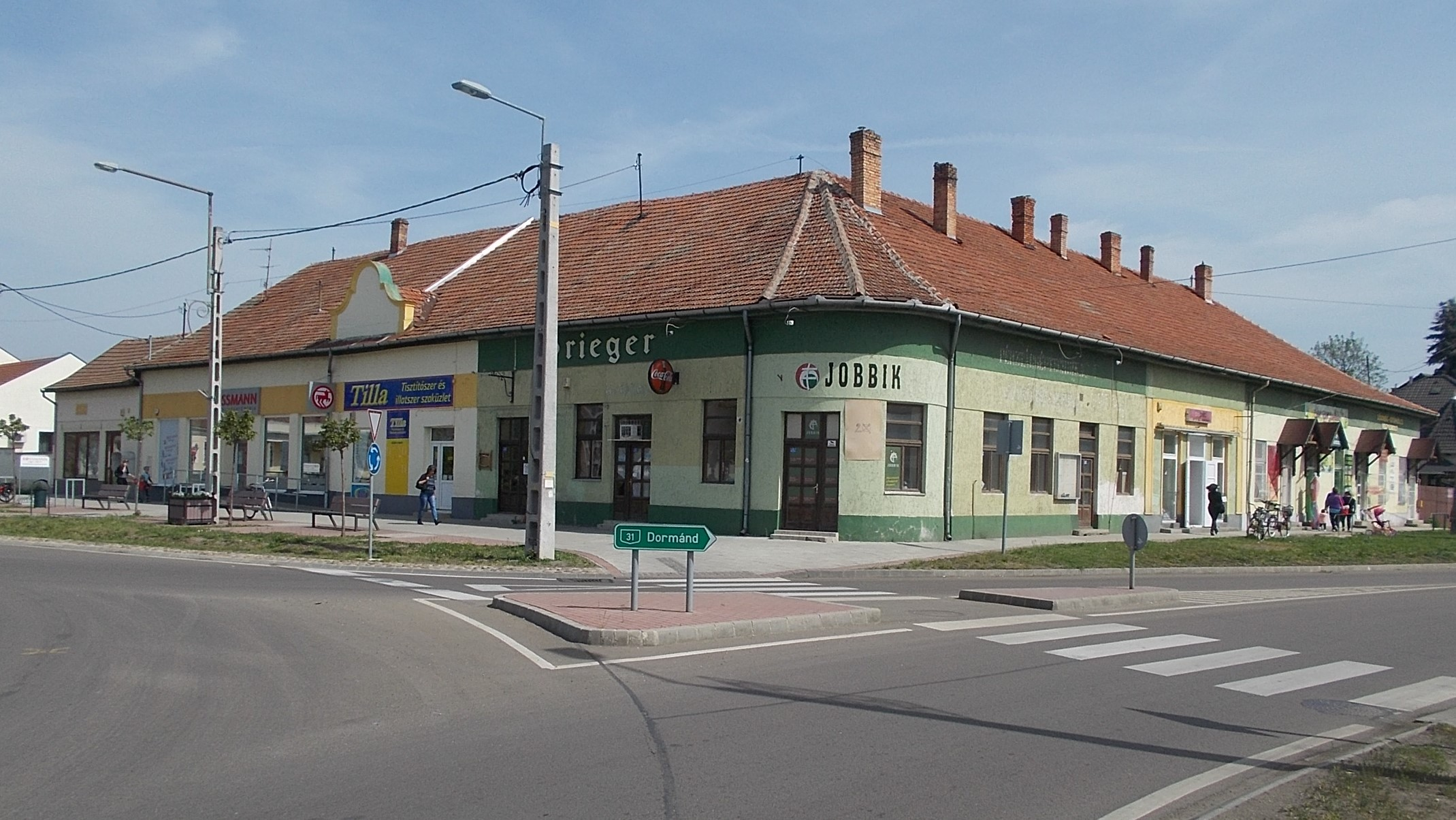
Domy v centru města.

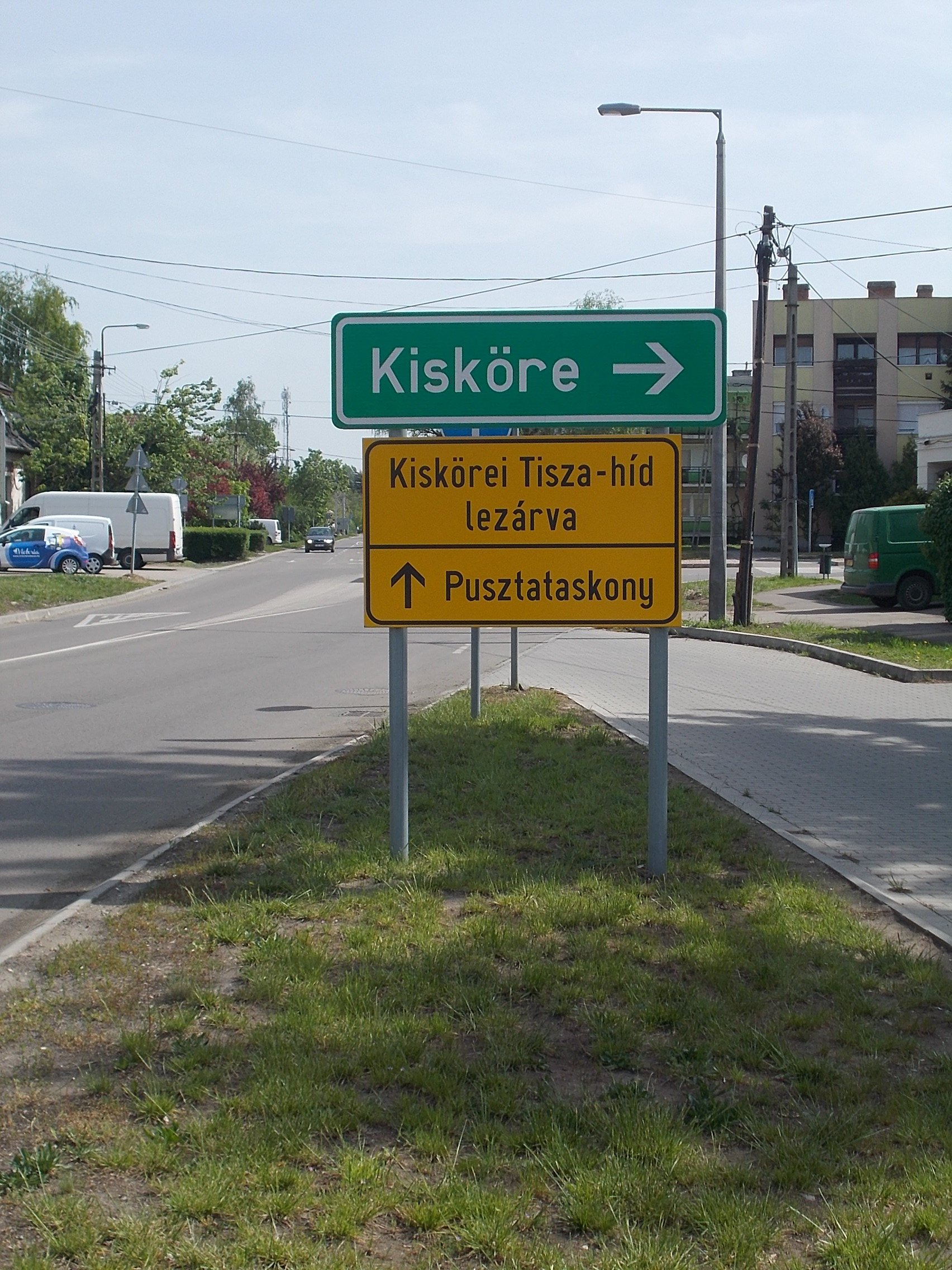
Dopravní značení.

Ve městě se nachází obecní historické muzeum (maďarsky Hevesi Helytörténeti Gyűjtemény). Má také vlastní kulturní dům (maďarsky Művelődési Központ) a městskou knihovnu, která má 12 000 knih. V centru města se nachází kaštanová alej a hudební pavilon.
Místní kostel je zasvěcen sv. Janu Křtiteli a je římskokatolický. Dále zde stojí také šachové muzeum (maďarsky sakkmúzeum). Mezi místní pamětihodnosti patří také Dobóczkého palác, postavený v roce 1842 Istvánem Dobóczkym.

## Ekonomika
Město patří k méně rozvinutým oblastem Maďarska. Tradičně jsou lidé zaměstnáni v zemědělství (oblíbenou plodinou je vodní meloun) a velká část místních dojíždí za prací do okolních sídel. Místní malá průmyslová oblast leží severovýchodně od středu města poblíž nádraží.

## Doprava
Kromě několika silnic nižších tříd sem vede i regionální železniční trať z města Kál pokračující dále do obce Kisújszállás.

## Školství
Nachází se zde základní školy, jedna škola střední a také v Maďarsku známá policejní akademie. 

## Sport
Ve městě se nacházelo veřejné koupaliště, které bylo roku 2008 uzavřeno. 

## Známé osobnosti
- Ludwig Hevesi (1843-1910), spisovatel a novinář
- Lajos Czeizler (1893-1969), fotbalový trenér
- István Beöthy (1897-1961), sochař a architekt
- István Nagy (nar. 1959), atlet
- Ildikó Pádár (nar. 1970), sportovkyně